# Ухтым (Богородский район)
Ухтым — село в Богородском районе Кировской области

## География
Находится на расстоянии примерно 16 километров по прямой на северо-восток от районного центра поселка Богородское.

## История
Известно с 1703 года. В 1710 году отмечено 18 жителей, в 1764 - 7. Первая деревянная церковь построена была в 1703 году, вторая в 1722, каменная в 1849 году (Покровская). В поздний период советской истории работал совхоз «Ухтымский». В окрестностях села попадается ценный минерал волконскоит. В 1873 году отмечено дворов 16 и жителей 85, в 1905 24 и 184, в 1926 117 и 244, в 1950 243 и 438 соответственно. В 1989 году учтено 1124 жителя. В 1901-1927 и 1973-1979 годах работал кирпично-черепичный завод. В 1947-60 годах работал крахмало-паточный завод. В 1947-91 годах – маслозавод, в 1949-64 годах- колбасный цех. После Великой Отечественной войны работали колхоз им.Котовского и совхоз «Ухтымский».

## Население
Постоянное население  составляло 708 человек (русские 97%) в 2002 году, 443 в 2010.